# Касір Ігор Васильович
І́гор Васи́льович Касір (1975—2023) — сержант НГУ, 14 БрОП. Кавалер ордена «За мужність» ІІІ ступеня (посмертно).

## Життєпис
Народився 23 жотвня 1975 в місті Вінниця. Навчався в школі № 18.
На війні був добровольцем з 2015 року, загалом пройшов чотири ротації на передову.
У 2022 році його фронтовою родиною стала 14-та Штурмова бригада Національної гвардії України «Червона калина».
З побратимами брав участь в обороні Бахмута, розмінуванні Бородянки та Бучі, боях на Донецькому та Запорізькому напрямках.
Старший сержант та командир підрозділу, виконував військовий обов'язок як артилерист та навідник-оператор БМП.
Загинув 2 січня 2024 від удару ворожого дрону поблизу Вербового в Запорізькій області.